# Laborsystem
Das Laborsystem ist ein physikalisches Bezugssystem, in dem der Beobachter (in seinem Labor) ruht. Es ist gewissermaßen das fundamentalste aller Bezugssysteme und sehr leicht intuitiv zugänglich. Falls ein Vorgang sich in einem anderen  Bezugssystem besser beschreiben lässt, vermittelt eine Koordinatentransformation seine Darstellung im Laborsystem.
Laborsysteme spielen eine sehr große Rolle bei der Beschreibung physikalischer Vorgänge. Vor allem lineare oder andere einfache Bewegungen können dort meist sehr gut behandelt werden. In der Mechanik kann man praktisch alle Bewegungen eines einzelnen Körpers in einem Laborsystem befriedigend beschreiben. Bei Problemen mit mehreren Körpern bietet sich dagegen häufig das Schwerpunktsystem an [siehe auch Kinematik (Teilchenstoß)].
Allerdings ist das Laborsystem genau genommen kein Inertialsystem, wenn sich der Beobachter auf der Erde befindet. Durch die Rotation der Erde um die Sonne befinden sich auch die Koordinatenachsen des Laborsystems in einer beschleunigten Bewegung. Es treten also Scheinkräfte auf, typischerweise die Zentrifugalkraft und die Corioliskraft. Bei der Betrachtung von Bewegungen in großen Maßstäben kann es also sinnvoll sein, eine Transformation  in ein anderes Bezugssystem durchzuführen.